# 도드람양돈협동조합
도드람은 선진적 양돈농가 중심의 주식회사로 출발하여 협동조합 구조로 전환하였고, 기존의 품목농협의 인수합병을 거쳐, 현재는 주식회사 형태의 투자회사, 직할 사업부, 그리고 신용사업까지 운영하는 기업모형 품목농협으로 돼지고기 계열화 업체인 도드람양돈협동조합과 그 자회사인 (주)도드람푸드, 농업회사법인 (주)도드람양돈서비스, 도드람엘피씨공사, 농업회사법인 (주)디에스피드, (주)도드람에프씨, (주)도드람푸드시스템, (유)부광산업, (주)푸르샨식품을 아우르는 말이다.

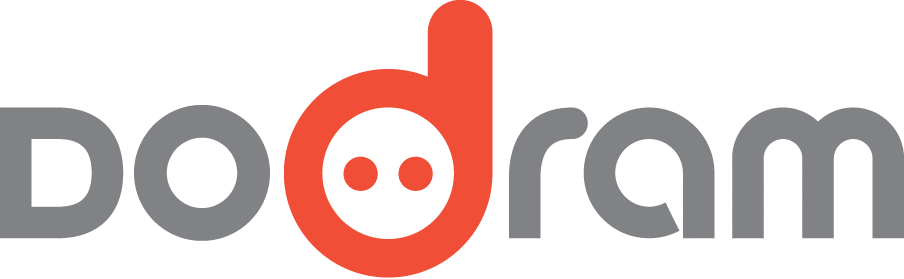
도드람 회사 이미지

국내산 돼지고기를 공급하는 업체로 생산부터 도축, 가공, 판매를 계열화하여 공급하고 있다.
우리나라의 돼지고기 계열화 업체는 크게 협동조합 계열화 업체와 주식회사 계열화 업체로 나눌 수 있는데 도드람양돈협동조합은 협동조합 계열화 업체에 해당한다. 각 분야별로 특성화 된 자회사들을 소유한 독특한 형태의 협동조합이다.
또한 농협의 다른 사업인 상호금융 신용사업을 수행하고 있다. 조합원이 전국에 있기 때문에 사업범위 또한 전국이다. 현재 경기 이천, 안성, 용인, 수원, 죽전, 동탄, 서울, 대전광역시, 전북 전주, 광주광역시에 지점을 두고 있다.
협동조합 결성 당시 당면 목표였던 합리적인 사료가격 형성에 대해 지속적으로 노력하고 있으며, 국내에서 유일하게 사료원가와 품질기준을 조합원에게 완전히 공개하여 가격 결정을 하고 있다. 이는 사료 분야에서 시장경쟁을 촉진하게 된 계기였고, 종국적으로 도드람양돈농협 사료가 양돈농가 가격교섭의 기준이 되는 경쟁척도 역할을 하게 됐다.

## 연혁
- 1990년 이천양돈조합 설립(양돈농가 13명, 17,000두)
- 1991년 주식회사 도드람 설립
- 1992년 주식회사 도드람유통 설립
- 1993년 양돈 생산관리 전산기록 시작, 도드람조합사료(최초로 사료원가 공개) 출시, 도드람포크 출시
- 1994년 도드람포크 일본 수출 개시
- 1996년 도드람양돈축협 설립, 도드람양돈연수원 개원
- 1997년 일본 후생성 검역면제업체 지정
- 1998년 국내 최초 농장실명제 실시, 도드람포크 냉장육 일본 수출 개시, 도드람마을 준공 및 입주
- 2000년 농업협동조합중앙회 가입, 도드람양돈협동조합으로 명칭 변경
- 2001년 도드람마을 별관 준공
- 2003년 통합 도드람양돈농협 출범(전북양돈농협, 광주전남양돈농협 합병), 북한 양돈 기술지원
- 2004년 (주)도드람푸드, (주)바른터, 도드람LPC공사(前안성축산진흥공사) 자회사 편입
- 2005년 농업회사법인 (주)디에스 자회사 편입('10년 (주)도드람양돈서비스로 사명 변경)
- 2006년 CI BI 선포
- 2007년 (주)도드람유전자연구소 설립, (주)도드람푸드와 (주)바른터 합병으로 도드람포크 직접 생산 체계 마련
- 2009년 (주)도드람환경연구소 분리 신설, 안성축산물공판장 개장 및 농협 계통사업장 승인
- 2010년 창립 20주년
- 2011년 (주)디앤디종돈 출자, 서울 용두역지점 개점, 사료생산법인 (주)디에스피드 창립, 도드람LPC공사 거점도축장 선정(농림축산식품부 선정)
- 2012년 전주지점 신축 이전, 수원 화서역지점 개점, 사료원료 계통 거래 승인(농협중앙회), (주)도드람유전자연구소 제2센터(정읍) 준도드람 회사 이미지공도드람한돈 브랜드

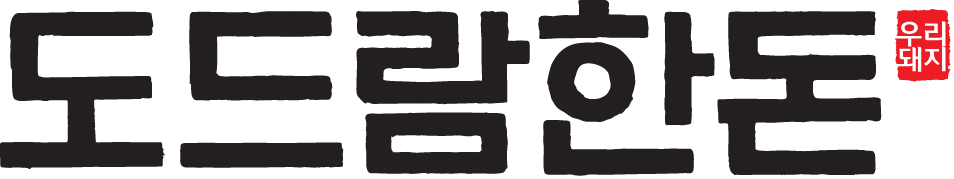
도드람한돈 브랜드

- 2013년 (주)디에스피드 정읍사료공장 준공 및 최초로 자가 사료생산 시작, (주)도드람양돈서비스와 (주)도드람유전자연구소 합병, (주)도드람FC 본래순대 직영 1호점 개점, 상호금융예수금 4,000억원 달성
- 2014년 유통사업본부 분사격상, 본래순대 2, 3호점(천호공원점, 영등포점), 축산물판매달성탑(6,000억원) 수상, 상호금융대출금 3,000억원 달성
- 2015년 (주)도드람양돈서비스 창립 10주년, 도드람양돈협동조합 창립 25주년, 도드람에프씨 본래순대 한돈인증점 인증, 부산물가공장 준공 및 국내 최초 부산물전문가공장 HACCP 인증, 본래한돈 육가공장 준공, 브랜드 명 변경(기존 도드람포크, 변경 도드람한돈)
- 2016년 도드람 실험농장 사업 개시, (주)푸르샨식품 손자회사 편입, (주)푸르샨식품 제2공장 인수(구 인스밸류), 도드람 축사은행 1호 농장 사업 시작, 김제FMC 기공
- 2017년 중앙자활센터와 MOU 체결, 한국배구연맹(KOVO) V리그 타이틀스폰서 협약(도드람 V리그)
- 2018년 김제FMC 완성

## 회사별 주요 업무
- 종합: 축산물 유통구조를 단순화 한 협동조합형 축산물패커(Packer)[6]
- 도드람양돈농협: 양돈 조합원을 대상으로 한 생산 기술지도, 안성축산물공판장을 통한 축산물 유통, 금융컨설팅, 국민을 대상으로 한 농협 금융서비스
- (주)도드람푸드: 도드람양돈농협으로부터 매입한 돼지를 HACCP 가공장에서 위생적으로 가공 후 판매(국내최초[7]), 대한민국 포장육 가공분야 1위
- (주)도드람양돈서비스: 도드람양돈농협으로부터 위탁받은 내용인 사료 개발, 판매, 지역 조합원 관리
- 도드람엘피씨공사: 농림축산식품부 지정 1호 거점도축장으로 최첨단 시설을 바탕으로 국내 소와 돼지 이용도축
- (주)디에스피드: 양돈사료 생산기지
- (주)도드람에프씨: 순대를 활용한 프랜차이즈[8] 사업, 돼지 부산물 가공 판매 사업
- (주)도드람푸드시스템: 단체급식, 본래한돈 및 본래한우 판매
- (주)부광산업: 국내 소와 돼지 이용도축
- (주)푸르샨식품: 식품 제조 전문 회사

## 어원
경기도 이천시 마장면 장암리에 위치한 도드람산은 먼 옛날 금강산을 만들기 위해 흙과 바위를 나르던 마고 할미가 잠시 쉬다가 흘린 한 줌의 흙이 지금의 산이 되었다고 하는데, 높이는 낮지만 바위맛이 일품이라 등산객들의 발걸음을 사로잡는다. 이 산이 도드람이라는 이름을 얻게 된 계기는 다음과 같다.
어느 극진한 효자가 도드람산의 석이버섯을 어머니께 드리면 어머니의 병이 나을 것이라는 고승의 말을 듣고 산을 올랐다. 산 정상의 절벽 바위틈에 자라는 버섯을 따기 위해 효자는 자신의 몸을 밧줄에 묶고 절벽에 매달려 버섯을 따고 있었는데, 어디선가 갑자기 산돼지 울음소리가 들려왔다. 깜짝 놀란 효자가 절벽 위를 쳐다보니, 자신의 몸을 지탱하고 있던 밧줄이 거의 끊어질 위기에 처해 있는 것이 아닌가. 효자의 효성에 감복한 산신령이 산돼지를 보내 효자의 목숨을 구해줬다는 전설이다. 이후, 효자가 올랐던 산은 처음엔 돝(돼지) 울음산으로 불리다가 시간이 지나면서 도두름산을 거쳐 현재의 도드람산이 되었다. 한자로는 저명산(猪鳴山)으로 표시한다.

## 수상 및 인증
- 2010년 12월 우수축산물 경진대회 최우수상, (사)소비자시민모임 브랜드 인증
- 2011년 12월 우수축산물 경진대회 브랜드 관리상, (사)소비자시민모임 브랜드 인증, 도드람엘피씨공사 거점도축장 지정(농림축산식품부)
- 2012년 7월 조합장 철탑산업훈장 수훈
- 2012년 12월 우수축산물 경진대회 조직발전상, (사)소비자시민모임 브랜드 인증, 농림축산식품부 브랜드경영체지원사업 최우수 등급, 농협 클린뱅크 인증
- 2013년 4월 올해의 광고상 심사위원 특별상, 한국광고학회
- 2013년 12월 우수축산물 경진대회 장관상, (사)소비자시민모임 브랜드 인증, 농림축산식품부 브랜드경영체지원사업 최우수 등급
- 2014년 12월 우수축산물 경진대회 장관상, (사)소비자시민모임 브랜드 인증, 농림축산식품부 브랜드경영체지원사업 우수 등급, 축산물판매달성탑 6,000억원, 축협 경제사업 우수사례 최우수상, 나눔축산운동본부 감사패
- 2015년 2월 농협중앙회 축산육성대상
- 2015년 2월 농협중앙회 농축협 종합업적평가 품목분야 최우수
- 2015년 5월 한돈자조금관리위원회, 본래순대 한돈인증점 인증
- 2016년 2월 농협중앙회 농축협 종합업적평가 품목분야 최우수(2년 연속), 도드람엘피씨공사 동물복지 도축장 지정, 실속형 축산물 소비 경진대회 장관상
- 2017년 2월 농협중앙회 농축협 종합업적평가 품목분야 최우수(3년 연속)

## 제품
돼지고기, 한식, 농협 금융서비스, 양돈 기술컨설팅, 양돈사료, 인공수정

## 본점 및 지점 현황
- 본점: 경기도 이천시 부발읍 경충대로 1931
- 전주지점: 전라북도 전주시 덕진구 안덕원로 266 (인후동1가)
- 광주지점: 광주광역시 북구 서양로 45 (중흥동)
- DH바이탈피드: 경기도 평택시 포승읍 평택항만길 416
- 용인지점: 경기도 용인시 수지구 신봉2로 60 (신봉동)
- 죽전1동지점: 경기도 용인시 수지구 현암로 132 (죽전동)
- 동탄신도시지점: 경기도 화성시 동탄중심상가2길 2, 2층 (반송동, 아인슈타인타워)
- 용두역지점: 서울특별시 동대문구 천호대로 128 (용두동)
- 안성축산물공판장지점: 경기도 안성시 일죽면 일생로 185-11
- 동물병원지점: 대전광역시 서구 구봉산북로 12, 2층 (관저동)
- 화서역지점: 경기도 수원시 팔달구 덕영대로697번길 17 (화서동)
- 하남지점: 경기도 하남시 초광산단로 94, 103호, 104호 (광암동, 이례아이스틸)
- 서울지점: 서울특별시 동대문구 천호대로 128 (용두동)
- 도드람김제FMC: 전라북도 김제시 백산면 지평선산단5길 412
- 대전간이지점: 대전광역시 서구 구봉산북로 12, 1층 (관저동)